# Yeon-ae sidae
Yeon-ae sidae (연애시대?, lett. La generazione dell'amore; titolo internazionale Alone in Love) è una serie televisiva sudcoreana trasmessa su SBS dal 3 aprile al 23 maggio 2006. È basata sul romanzo giapponese Renai jidai (恋愛時?) di Hisashi Nozawa, che fu pubblicato nel 1996 e vinse il Premio Letterario Shimase per la narrativa romantica nel 1997.
Nonostante la serie non abbia avuto alti indici di ascolto, fu acclamata per la sua rappresentazione sottile e realistica di amore, matrimonio e divorzio.

## Trama
Eun-ho e Dong-jin si incontrano un giorno alla libreria dove lui lavora e si ritrovano subito attratti l'uno dall'altra. Dopo altri incontri s'innamorano e si sposano, ma due anni dopo hanno già divorziato: Dong-jin lavora ancora alla libreria, mentre Eun-ho in una palestra. Nonostante sia passato un anno e mezzo dal loro divorzio, i due si incontrano ancora ogni mattina alla loro panetteria preferita per fare colazione, litigano per piccole cose come una coppia sposata e cenano il giorno del loro anniversario usando un buono pasto gratuito offerto dall'hotel dove si sono sposati. La narrazione è scandita da un monologo interiore dei personaggi, che parlano delle loro relazioni passate e dell'entrata in scena nelle loro vite di nuovi interessi amorosi.
Tutto questo li spinge a domandarsi se i sentimenti che ancora li legano l'uno all'altra siano amore, anche se entrambi hanno troppa paura di ricominciare da capo e temono ancora di più di troncare completamente il loro rapporto. La coppia non ha neanche il coraggio di confrontarsi riguardo l'equivoco sorto il giorno in cui Eun-ho partorì un bambino nato morto.

## Personaggi
- Lee Dong-jin, interpretato da Kam Woo-sung
- Yoo Eun-ho, interpretata da Son Ye-jin
- Gong Jun-pyo, interpretato da Gong Hyung-jin
- Yoo Ji-ho, interpretata da Lee Ha-na
- Jung Yoo-kyung, interpretata da Moon Jung-hee
- Kim Mi-yeon, interpretata da Oh Yoon-ah
- Min Hyun-joong interpretato da Lee Jin-wook
- Jung Yoon-soo, interpretato da Seo Tae-hwa
- Choi Young-in, interpretata da Go Hye-young
- Cho Eun-sol, interpretata da Jin Ji-hee
- Na Yoo-ri, interpretata da Ha Jae-sook
- Yoo Ki-young, interpretato da Kim Kap-soo
- Lee Dae-hoon, interpretato da Gi Ju-bong

## Ascolti
| Episodio | Data di trasmissione | Dati TNMS           | Dati TNMS                  |
| Episodio | Data di trasmissione | A livello nazionale | Area metropolitana di Seul |
| -------- | -------------------- | ------------------- | -------------------------- |
| 1        | 3 aprile 2006        | 12,9%               | 14,5%                      |
| 2        | 4 aprile 2006        | 11,5%               | 12,2%                      |
| 3        | 10 aprile 2006       | 12,6%               | 13,4%                      |
| 4        | 11 aprile 2006       | 12,9%               | 14,2%                      |
| 5        | 17 aprile 2006       | 12,3%               | 13,6%                      |
| 6        | 18 aprile 2006       | 14,1%               | 15,8%                      |
| 7        | 24 aprile 2006       | 13,1%               | 14,7%                      |
| 8        | 25 aprile 2006       | 13,4%               | 15,1%                      |
| 9        | 1 maggio 2006        | 13,2%               | 14,8%                      |
| 10       | 2 maggio 2006        | 10,9%               | 11,1%                      |
| 11       | 8 maggio 2006        | 14,6%               | 17,1%                      |
| 12       | 9 maggio 2006        | 14,8%               | 16,9%                      |
| 13       | 15 maggio 2006       | 13,5%               | 15,2%                      |
| 14       | 16 maggio 2006       | 14,9%               | 17,1%                      |
| 15       | 22 maggio 2006       | 13,8%               | 15,7%                      |
| 16       | 23 maggio 2006       | 17,4%               | 19,1%                      |
| Media    | Media                | 13,5%               | 15,0%                      |

## Riconoscimenti
| Anno | Premio                                        | Categoria                                    | Ricevente      | Risultato       |
| ---- | --------------------------------------------- | -------------------------------------------- | -------------- | --------------- |
| 2006 | Korean Broadcasting Awards                    | Miglior drama                                |                | Vincitore/trice |
| 2006 | Korean Broadcasting Awards                    | Miglior musica                               | Noh Young-shim | Vincitore/trice |
| 2006 | SBS Drama Awards                              | Gran premio (Daesang)                        | Kam Woo-sung   | Candidato/a     |
| 2006 | SBS Drama Awards                              | Premio alla massima eccellenza, attrice      | Son Ye-jin     | Vincitore/trice |
| 2006 | SBS Drama Awards                              | Miglior attore di supporto in una miniserie  | Gong Hyung-jin | Vincitore/trice |
| 2006 | SBS Drama Awards                              | Miglior attrice di supporto in una miniserie | Oh Yoon-ah     | Vincitore/trice |
| 2006 | SBS Drama Awards                              | Top 10 delle stelle                          | Kam Woo-sung   | Candidato/a     |
| 2006 | SBS Drama Awards                              | Top 10 delle stelle                          | Son Ye-jin     | Vincitore/trice |
| 2006 | SBS Drama Awards                              | Premio nuova stella                          | Lee Jin-wook   | Vincitore/trice |
| 2006 | SBS Drama Awards                              | Premio nuova stella                          | Lee Ha-na      | Vincitore/trice |
| 2007 | Baeksang Arts Awards                          | Miglior drama televisivo                     |                | Candidato/a     |
| 2007 | Baeksang Arts Awards                          | Miglior regista (TV)                         | Han Ji-seung   | Candidato/a     |
| 2007 | Baeksang Arts Awards                          | Miglior attrice (TV)                         | Son Ye-jin     | Vincitore/trice |
| 2007 | Baeksang Arts Awards                          | Miglior nuova attrice (TV)                   | Lee Ha-na      | Candidato/a     |
| 2007 | WorldFest-Houston International Film Festival | Premio Platinum Remi (Serie drammatiche)     |                | Vincitore/trice |